# Spencer Hawes
Spencer Hawes (Seattle, 29 de abril de 1988) é um jogador norte-americano de basquete profissional que atualmente joga pelo Milwaukee Bucks, disputando a National Basketball Association (NBA). Foi draftado em 2007 na primeira rodada pelo  Sacramento Kings.

## Estatísticas na NBA

### Temporada regular
| Ano     | Equipe        | PJ  | PT  | MPP  | %TC  | %3P  | %TL  | RPP | APP | ROB | TPP | PPP  |
| ------- | ------------- | --- | --- | ---- | ---- | ---- | ---- | --- | --- | --- | --- | ---- |
| 2007-08 | Sacramento    | 71  | 8   | 13.1 | .459 | .190 | .655 | 3.2 | 0.6 | 0.2 | 0.6 | 4.7  |
| 2008-09 | Sacramento    | 77  | 51  | 29.3 | .466 | .348 | .662 | 7.1 | 1.9 | 0.6 | 1.2 | 11.4 |
| 2009-10 | Sacramento    | 72  | 59  | 26.4 | .468 | .299 | .689 | 6.1 | 2.2 | 0.4 | 1.2 | 10.0 |
| 2010-11 | Philadelphia  | 81  | 81  | 21.2 | .465 | .243 | .534 | 5.7 | 1.5 | 0.4 | 0.9 | 7.2  |
| 2011-12 | Philadelphia  | 37  | 29  | 24.9 | .489 | .250 | .727 | 7.3 | 2.6 | 0.4 | 1.3 | 9.6  |
| 2012-13 | Philadelphia  | 82  | 40  | 27.2 | .464 | .356 | .777 | 7.2 | 2.2 | 0.3 | 1.4 | 11.0 |
| 2013-14 | Philadelphia  | 54  | 53  | 31.3 | .451 | .399 | .782 | 8.5 | 3.3 | 0.6 | 1.3 | 13.0 |
| 2013-14 | Cleveland     | 27  | 25  | 29.8 | .468 | .448 | .784 | 7.7 | 2.4 | .5  | 1.0 | 13.5 |
| 2014-15 | L.A. Clippers | 73  | 15  | 17.5 | .393 | .313 | .647 | 3.5 | 1.2 | .3  | .7  | 5.8  |
| 2015-16 | Charlotte     | 57  | 6   | 18.2 | .405 | .373 | .831 | 4.3 | 1.9 | .4  | .5  | 6.0  |
| Total   | Total         | 630 | 367 | 23.4 | .456 | .353 | .708 | 5.9 | 1.9 | .4  | 1.0 | 8.9  |

### Playoffs
| Ano   | Equipe        | PJ | PT | MPP  | %TC  | %3P  | %TL   | RPP | APP | ROB | TPP | PPP |
| ----- | ------------- | -- | -- | ---- | ---- | ---- | ----- | --- | --- | --- | --- | --- |
| 2011  | Philadelphia  | 5  | 5  | 19.6 | .364 | .000 | .500  | 3.8 | 1.8 | .0  | .4  | 5.2 |
| 2012  | Philadelphia  | 13 | 12 | 25.5 | .463 | .400 | .731  | 6.6 | 1.6 | .3  | .8  | 9.3 |
| 2015  | L.A. Clippers | 8  | 0  | 7.1  | .529 | .500 | 1.000 | 1.6 | .6  | .3  | .4  | 2.9 |
| 2016  | Charlotte     | 5  | 0  | 10.6 | .462 | .250 | .833  | 3.2 | .6  | .2  | .4  | 3.6 |
| Total | Total         | 31 | 17 | 17.4 | .450 | .375 | .737  | 4.3 | 1.2 | .2  | .6  | 6.1 |